# Saint-Mandé (jezero)
Jezero Saint-Mandé (francouzsky Lac de Saint-Mandé) je umělé jezero, jedno ze čtyř, které se rozkládají v Bois de Vincennes východně od Paříže. Je součástí vodní sítě Vincenneského lesíka a je nepřímo napájeno vodou čerpanou z řeky Marny do jezera Gravelle. Je pojmenován po sousedním městě Saint-Mandé.

## Historie
Vodní nádrž zde vznikla už ve 13. století, když byla postavena hráz na potocích ze svahů návrší Montreuil. Voda byla svedena i do příkopů kolem hradu Vincennes. Postupem času se však ze strouhy stala odpadní stoka, takže si okolní obyvatelstvo stěžovalo na zápach. V 18. století proto bylo jezero zasypáno a na jeho místě vznikla travnatá plocha.
V 19. století při vzniku Vincenneského lesíka rozhodl architekt Jean-Charles Alphand vodní plochu obnovit. Jezero bylo opět napájeno strouhou z Montreuil a opět se objevily stejné problémy jako v minulosti. Alphand proto vytvořil umělou vodní síť propojením všech jezer v lesíku, která jsou napájena z řeky Marny čerpanou nejprve do jezera Gravelle a poté umělým potokem Gravelle rozváděna po lesoparku. Strouha z Montreuil byla svedena do kanalizace a vyvedena až u města Saint-Mandé.

## Využití
Uprostřed jezera je ostrov, který je přístupný pouze pro ptáky: kachny (kachna divoká, kachna mandarínská, kachna pižmová), labutě, husy nebo slípky zelenonohé. Jezero je místem pro nedělní vycházky s mnoha atrakcemi a dětskými hřišti. Na rozdíl od jezera Daumesnil zde nejsou povoleny vodní sporty.